# S Большой Медведицы
S Большой Медведицы (лат. S Ursae Majoris), HD 110813 — одиночная переменная звезда в созвездии Большой Медведицы на расстоянии приблизительно 3792 световых лет (около 1163 парсеков) от Солнца. Видимая звёздная величина звезды — от +12,7m до +7,1m.

## Характеристики
S Большой Медведицы — красная пульсирующая переменная S-звезда, мирида (M) спектрального класса S0,9e-S5,9e или S0.5-6/6e.